# Bjorn Kvarme
Bjørn Tore Kvarme (Trondheim, 17 de juny de 1972) és un exfutbolista noruec, que jugava de defensa.
Es va incorporar al Rosenborg BK el 1991, des del modest Utleira. Va jugar sis anys al club, en els quals va guanyar la Tippeliga en cinc ocasions. A la tardor de 1996 anava a fitxar pel 
Stabæk, però es va avançar l'anglès Liverpool FC. Va militar tres anys al club de la Premier League, abans de passr el 1999 a l'AS Saint-Étienne. Va arribar a ser capità del conjunt francès. Posteriorment, va romandre tres anys a la Reial Societat, on va assolir un subcampionat de Lliga.
Després d'una breu estada per França, retorna al Rosenborg el 2005, fins a la seua retirada al juny de 2008.
Kvarme va ser internacional noruec en una ocasió.